# Малая глупая крачка
Малая глупая крачка (лат. Anous tenuirostris) — вид морских птиц из семейства чайковых (Laridae).

## Описание
Длина тела 30—34 см, размах крыльев 58—63 см, масса тела 97—120 г. Оперение тела черновато-коричневое. Лоб и верхняя часть головы беловатые, затылок и задняя часть головы пепельно-серые; уздечка беловатая.

## Биология
Сезон размножения приходится на август — октябрь. Гнездятся большими колониями, численностью в несколько десятков тысяч пар. Гнездо строится из влажного растительного материала в низком кустарнике или на горизонтальной или вертикальной развилке высокого мангрового дерева. Расстояние между гнёздами от 0,3 до 5 м.

## Классификация и распространение
Выделяют два подвида:
- Anous tenuirostris tenuirostris (Temminck, 1823) – Сейшельские острова, Маскаренские острова, Маврикий, Мальдивы, Чагос; вероятно Сомали. Залетают на Аравийский полуостров, Мадагаскар и побережье Танзания; редко Шри-Ланка и Бенгальский залив.
- Anous tenuirostris melanops Gould, 1846 – острова Houtman Abrolhos (у берегов Западной Австралии)